# ジ・インビンシブル・アイアンマン
『ジ・インビンシブル・アイアンマン』（The Invincible Iron Man）は、マット・フラクション原作、サルバドール・ラロッカ作画によるコミック。マーベル・コミックのスーパーヒーロー「アイアンマン」を主役としたシリーズであり、同社より刊行中。

## ストーリー

### "The Five Nightmares" (#1-7)
オバディア・スティンの息子のエゼキエル・スティンがスターク・インダストリーを破壊しようとし、アイアンマンがそれを食い止める。

### "World's Most Wanted" (#8-19)
スタークはエクストリミスの力を失ったため、ウイルスによって登録法の全ての記録を消去し、ノーマン・オズボーンにヒーローたちの正体がバレるのを防いだ。唯一のコピーはスタークの頭の中に存在するため、予備のアーマーを着てオズボーンから逃げ回り、その最中に脳に損傷を与えてデータを消した。その後、オズボーンはついに衰弱しきったスタークを捕え、完膚なきまでに痛めつける。しかし、ペッパー・ポッツによってその様子が世界中に公開されたことによりスタークは一般市民の同情を得、オズボーンは失脚する。スタークはドナルド・ブレイクにより、植物人間になったと診断される。ペッパーはホログラフィー・メッセージにより、彼を正常化するために脳を「再起動」する方法を伝えられる。

## 受賞
2009年のアイズナー賞で新シリーズ賞を受賞した。

## コレクテッド版
- The Invincible Iron Man, Vol. 1: The Five Nightmares (#1-7) (ISBN 0785134123)
- The Invincible Iron Man, Vol. 2: World's Most Wanted, Book 1 (#8-13) (ISBN 0785134131)
- The Invincible Iron Man, Vol. 3: World's Most Wanted, Book 2 (#14-19) (ISBN 0785139354)
- Invincible Iron Man: Stark Disassembled (#20-24, Annual #1)
- The Invincible Iron Man Omnibus, Vol. 1 (collects #1-19) (ISBN 0785142959)